# Adolf Meyer-Abich
Adolf Meyer-Abich, né le 14 novembre 1893 à Emden et mort le 3 mars 1971 à Hambourg, est un historien et philosophe de la Nature, professeur d'université, de nationalité allemande.
Il est l'un des fondateurs et principaux représentants du holisme en biologie théorique.
Il est connu sous le nom d'Adolf Meyer avant 1938.